# Amerikansk drakblomma
Amerikansk drakblomma (Dracocephalum parviflorum) är en kransblommig växtart som beskrevs av Thomas Nuttall. Enligt Catalogue of Life ingår Amerikansk drakblomma i släktet drakblommor och familjen kransblommiga, men enligt Dyntaxa är tillhörigheten istället släktet drakblommor och familjen kransblommiga. Arten förekommer tillfälligt i Sverige, men reproducerar sig inte. Inga underarter finns listade i Catalogue of Life.